# Ludwig Benedek
Ludwig Benedek, avstrijski general, * 14. julij 1804, † 27. april 1881.